# 平壌アヒル肉専門食堂
平壌アヒル肉専門食堂（ぴょんやんアヒルにくせんもんしょくどう。朝: 평양오리고기전문식당）は、朝鮮民主主義人民共和国（北朝鮮）平壌市（統一通り）にあるアヒル肉専門の料理店である。アヒル汁飯、アヒルの燻製、アヒルの心臓焼き、アヒルの焼肉のほかに平壌冷麺も提供している。

## 概要
1968年10月に開業した。店舗は2階建て、最大250人収容。